# Le Congrès des belles-mères
Pour plus de détails, voir Fiche technique et Distribution.
Le Congrès des belles-mères est un film français d'Émile Couzinet sorti en 1954.

## Synopsis
En province, des belles-mères se groupent en association pour prendre le pouvoir sur les hommes en général et sur leurs gendres en particulier.

## Fiche technique
- Réalisateur : Émile Couzinet, assisté de André Sarthou
- Scénario et dialogue : Émile Couzinet
- Décors : René Renneteau
- Photographie : Scarciafico Hugo et Pierre Dolley
- Son : Pierre-Henri Goumy
- Musique originale : Vincent Scotto et Paulette Zévaco
- Cadreur : Arthur Raimondo
- Maquillage : Nicole Duvergé
- Script : Jacotte Ribot
- Société de production : Burgus Films (Bordeaux)
- Directeur de production : Jean Cavaillès
- Société de distribution d'origine : Héraut-Film (Paris)
- Lieu de tournage : Studios de La Côte d'Argent (Bordeaux)
- Dates de tournage : 8 juin 1954 au 3 août 1954
- Pays de production :  France
- Format :  Noir et blanc - 1,37:1 - 35 mm - Son mono
- Genre : Comédie
- Durée : 90 min
- Date de sortie :
  - France - 15 décembre 1954

## Distribution
- Jeanne Fusier-Gir : la baronne Justine de Courtebise
- Pierre Larquey : Anatole
- Georges Rollin : Jacques
- Maximilienne : Madame Moucaille
- Simone Max : Madame Bonnichon
- Colette Régis : Madame Guerchepinte
- Dorette Ardenne : Catherine Moucaille
- Pierre Brébans : René Jolisein
- Georges Coulonges : le baron de Courtebise
- Mona Monick : Maria de Courtebise
- Annick Baugé : Dominique de Courtebise
- Jean-Michel Rankovitch : Jean
- Marcel Roche : Marcel
- Alain Baugé : André
- Raymond Cordy : le garde champêtre
- Gloria Vélasquez : la chanteuse
- Armand Bernard
- Sidoux : Joseph
- Jean-Louis Bacqué
- Madeleine Darnys
- Nadia Landry
- Jean Mille
- Roland Pujolle
- Marthe Richard
- Paul Rousseau
- Paulette Rousseau
- Jacqueline Selva
- Gilberte Sterlin